# Ilyushin Il-8
O Ilyushin Il-8 foi um caça-bombardeiro soviético desenvolvido pela Ilyushin para substituir o Ilyushin Il-2. Os dois primeiros protótipos foram significativamente mais rápido do que o Il-2, mas mostrou-se menos manobrável. Ele foi redesenhado, incorporando muitas características do que viria a ser o Ilyushin Il-10, mas provou ser inferior a esta aeronave nos testes realizados. Ele não foi ordenado para produção.

## Desenvolvimento
No verão de 1942, Sergey Ilyushin foi solicitado para projectar um caça-bombardeiro com carga de bombas até 1,000 kg (de 2.200 lb). Ele optou por melhorar o Il-2 como base para usar o novo e mais poderoso motor Mikulin AM-42 , que era essencialmente uma versão melhorada do Il-2 Mikulin AM-38 motor. O projecto foi inicialmente designado como Il-AM-42, mas foi logo atribuída a designação de fábrica Il-8. Apesar de o projecto do Il-8 ter sido baseado no Il-2, este era uma aeronave completamente nova.
O radiador de óleo foi alojado com o radiador que utilizavam um respiro grande para colher ar na parte superior do revestimento do motor, ficando mais perto do cockpit do que foi no caso do Il-2.  A posição do artilheiro ficava revestida com blindagem, ao contrário do que no Il-2, e era equipado com uma metralhadora 12,7 mm (0.50 ) Berezin UBK montada em um VU-8. Tirando isto o armamento era idêntico as aeronaves mais antigas com um par de canhões de 23 mm (0.91 ) VYa  com um total de 300 munições e um par de metralhadoras com 7.62 mm (0.300 ) ShKAS com 1500 munições nas asas. Opcionalmente, dois canhões de 37 mm (1.5 in) Nudelman-Suranov NS-37 poderiam ser instalados no lugar dos canhões  VYa-23. A fuselagem traseira foi alongada em 1.42 m (4 pés 8 pol) para melhorar o fluxo de ar e o trem de aterragem foi aumentada para acomodar a maior hélice. O trem de aterragem foi alterado em conformidade.
Dois protótipos do Il-8  foram construídos. O primeiro tinha canhões VYa-23 e uma fuselagem traseira em madeira. O segundo tinha canhões NS-37 instalado e uma fuselagem traseira em metal. O primeiro voo foi em 10 de Maio de 1943 e os protótipos foram testados como avião de ataque e um avião de reconhecimento de artilharias variante com menor alcance mas com melhores rádios. Os testes de voo foram razoavelmente bem-sucedido com a Il-8 provando ser quase 50 km/h 31 milhas / hora) mais rápido em baixas altitudes do que a Il-2. Ele subiu 15% mais rápido e teve quase o dobro do alcance do Il-2. Os testes de voo, foram prolongados por problemas com o AM-42 motores. Eles não eram confiáveis, produziam muito fumo e eram propensos à vibração. Mas a Il-8 mostrou-se menos manobrável que o Il-2 em ambos os planos horizontal e vertical. Testes da força aérea decorreram entre 26 de fevereiro a 30 de Março de 1944 e foi provisoriamente aceite para produção, desde que esses problemas fossem corrigidos.
Mas Ilyushin pensou que as melhores características do protótipo de dois-assentos Il-1 poderiam ser incorporados no design do Il-8, testes da força aérea  para outro protótipo foi concedido em 1 de julho de 1944. O novo protótipo, confusamente referidos nos registos com a mesma denominação utilizada para o segundo protótipo do projecto original Il-8-2, muito se assemelhava que viria a ser a Il-10, excerto para um mais fuselagem e as quatro pás da hélice. O armamento foi alterado tendo os canhões Nudelman-Suranov NS-23 substituído os YVa-23 e o UBK foi atualizado com um canhão 20 mm (0,79 ) Berezin B-20 montado em no VU-9. Uma cassete de dez AG-2 aérea granadas foi montado para melhorar a defesa em combate próximo. A bomba de carga foi aumentada para um total de 1000 kg, em comparação com os 800 kg (de 1.800 libras) dos primeiros protótipos. A Il-8-2 fez seu primeiro voo em 13 de Outubro de 1944 e os testes de voo foram mais uma vez adiados devido a problemas no motor e os testes da força aérea não foram concluídos até 7 de Julho de 1945. Enquanto que  Il-8-2 provou ser uma melhoria sobre a primeira concepção, foi inferior em desempenho em relação ao Il-10, que já estava em serviço e não foi colocado em produção.